# Rosa María Payáová
Rosa María Payáová, celým jménem nepřechýleně Rosa María Payá Acevedo (* 10. ledna 1989 Havana) je kubánská lidskoprávní aktivistka, dcera zesnulého disidenta Oswalda Payi Sardiñase.
Narodila se 10. ledna 1989 do silně věřící katolické rodiny. Její otec byl kubánský disident Oswaldo Payá a matka Ofelia Acevedo. Vystudovala fyziku na Havanské univerzitě a absolvovala desetitýdenní program Global Competitiveness Leadership Goergetownské univerzity zaměřený na rozvoj mladých vůdčích osobností Latinské Ameriky.
Po smrti svého otce v roce 2012 při autonehodě, kterou Payáová považuje za politicky motivovanou vraždu, navázala na jeho aktivismus. V prosinci 2014 vydal americký deník The Washington Post její otevřený dopis Baracku Obamovi, ve kterém jej po jeho navázání diplomatických vztahů s kubánskou vládou žádá o podporu demokratických organizací. Založila hnutí Cuba Decides (Kuba rozhoduje) požadující referendum o svobodných volbách na Kubě a je prezidentkou Red Latinoamericana de Jóvenes por la Democracia (Latinskoamerická síť mládeže pro demokracii). Za svou činnost byla v roce 2018 vybrána jako jedna ze tří užších finalistek Ceny Václava Havla za lidská práva. V roce 2019 získala Rosa María Payáová cenu Morrise B. Abrama pro lidská práva udělovanou neziskovou organizací UN Watch.